# Helicops boitata
Helicops boitata — вид змій родини полозових (Colubridae). Ендемік Бразилії. Описаний у 2019 році.

## Поширення і екологія
Helicops boitata відомі за типовим зразком, зібраним у муніципалітеті Поконе на півдні штату Мату-Гросу. Вони живуть у водно-болотних угіддях Пантаналу. Ймовірно, ведуть денний спосіб життя.